# Malé Výkleky
Malé Výkleky är en ort i Tjeckien.   Den ligger i regionen Pardubice, i den centrala delen av landet, 80 km öster om huvudstaden Prag. Malé Výkleky ligger 255 meter över havet och antalet invånare är 138.
Terrängen runt Malé Výkleky är huvudsakligen platt. Malé Výkleky ligger uppe på en höjd. Runt Malé Výkleky är det ganska tätbefolkat, med 96 invånare per kvadratkilometer. Närmaste större samhälle är Pardubice, 19,1 km sydost om Malé Výkleky. I omgivningarna runt Malé Výkleky växer i huvudsak blandskog.